# Gasolina (EP)
Gasolina EP é o segundo EP da cantora brasileira Jullie. O EP apresenta três faixas e um remix exclusivo, ele foi lançado na internet dia 18 de Junho de 2013.

## Produção
Jullie pretende marcar uma nova fase de sua carreira com o EP “Gasolina”, lançado em junho.
| “ | "Quando lancei meu primeiro disco, era mais nova e tinha outra experiência de vida. Contava sobre o que estava passando e, agora, é tudo diferente. Eu me transformei, como acontece com todo mundo no decorrer dos anos. Agora tenho mais opinião e minhas músicas têm mais minha personalidade". | ” |

No trabalho novo, a capixaba aposta em músicas genuinamente pop, voltadas para as pistas. As três faixas são de sua autoria, em parceria com outros compositores. No single que dá título ao EP, ela deixa o lado teen para trás ao cantar “Ele não nega fogo, me pega, me leva na lábia”. De fato, em nada lembra seu dueto meloso com Joe Jonas, gravado para a trilha sonora do filme da Disney “Camp Rock 2”. “Tudo agora é muito sobre o que eu vivi. As músicas são meio autobiográficas”, revela.
Suas influências para a nova fase são várias. Jullie cita principalmente as americanas Katy Perry, Rihanna e Kesha.

## Lista de faixas
| Edição padrão |                    |                |              |         |  |
| N.º           | Título             | Compositor(es) | Produtor(es) | Duração |  |
| 1.            | "Gasolina"         | Jullie         | Desckdisc    | 3:17    |  |
| 2.            | "Mais"             | Jullie         | Desckdisc    | 3:19    |  |
| 3.            | "Jeans"            | Jullie         | Desckdisc    | 3:09    |  |
| 4.            | "Gasolina (Remix)" | Jullie         | Desckdisc    | 4:45    |  |